# Épuration digestive
 (septembre 2012).
Une épuration digestive est un traitement contre les intoxications par absorptions de substances toxiques. 
Il existe plusieurs méthodes d'épuration digestives :
- Vomissements provoqués
- Lavage gastrique
- Adsorption des substances toxiques par charbon activé
- Accélération du transit intestinal.

L'épuration digestive se pratique en complément des traitements habituels (traitements des symptômes connus de l'intoxication), de la prise éventuelle d'antidotes et en absence de contre-indications (voir la liste des contre-indications, ci-dessous).

## Préférences de traitement suivant l'état du patient

### Cas du patient conscient
- Si la substance ingérée est peu toxique,  recommandera→ le charbon activé est utilisé.
- Si la substance ingérée est fortement toxique :
  - si le patient est pris en charge moins d'une heure après l'intoxication,  les vomissements provoqués puis l'absorption de charbon activé sont recommandés par le consensus obtenu en 1992 par la Société de réanimation de langue française (SRLF) ;
  - au bout d'une heure, le charbon activé utilisé seul est recommandé ;
  - dans le cas d'une absorption d'une toxine lésionnelle (paraquat, colchicine, etc.), c'est le lavage gastrique qui est recommandé.

### Cas du patient inconscient
- si la substance ingérée est fortement toxique, le malade sera intubé avec un ballonnet gonflé, puis on pratiquera, sur ce patient, l'épuration digestive.
- si le patient a ingéré une forte dose de benzodiazépines, on lui administrera du charbon activé, en évitant que le patient absorbe la poudre du charbon activé par les voies respiratoires.

## Les différentes méthodes

### Utilisation du charbon activé

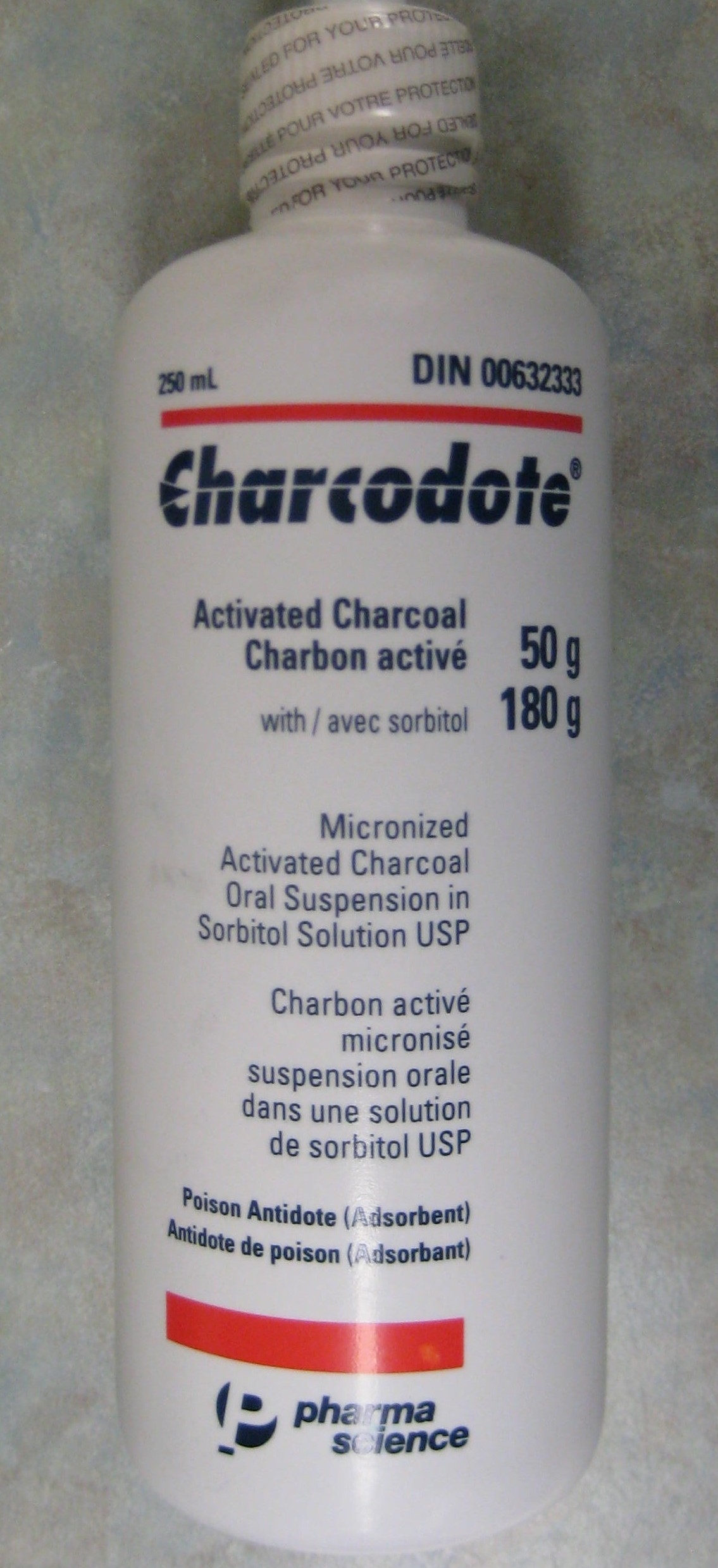
Charbon activé.

Le charbon activé ou charbon actif (charbon activé officinal ou commercial) est recommandé dans toutes les intoxications par ingestion de médicaments. 
Les complications sont rares.
Il faut éviter que le charbon activé soit inhalé au moment de son administration (par voie orale). C'est pourquoi si le patient est inconscient, on ne cessera de le surveiller pendant l'administration du charbon activé.
La constipation arrive fréquemment après le traitement.
Il faut faire attention aussi aux risques d'obstruction ou d'occlusion intestinale, en cas d'administrations répétées, dans les cas d'intoxications par médicaments ralentissant le transit intestinal (tels que tricycliques, neuroleptiques et atropiniques), et/ou en présence de toute maladie provoquant un ralentissement du transit intestinal.
Le charbon est dilué dans l'eau. Le patient boira lentement le mélange de charbon et d'eau, pour éviter de vomir. Le patient doit absorber une dose dix fois supérieure à la dose de la substance toxique absorbée. Chez un patient intubé, le charbon peut être administré par une sonde gastrique. 
La plupart des substances toxiques sont adsorbables par le charbon activé : antidépresseurs, tricycliques, chloroquine, paraquat, barbituriques, colchicine, phénothiazines, benzodiazépines, digitaliques, salicylés, bêta-bloquants, méprobamate, théophylline, carbamazépine, paracétamol, etc.

### Lavage gastrique
On le recommande en milieu hospitalier pour les intoxications par des produits fortement toxiques. On l'associe souvent au charbon activé lorsqu'on a affaire à une substance toxique absorbée par voie orale.

### Vomissements provoqués
On pratique cette méthode pour des produits très toxiques, si l'ingestion du toxique a eu lieu juste dans l'heure précédent le traitement et les soins. Le médecin, qui pratiquera cette méthode, recourra le plus souvent à un vomitif (tel le sirop d'Ipeca), pour provoquer les vomissements. Si aucun vomissement ne survient durant les 20 minutes qui suivent l'ingestion, on répète de nouveau l'opération.
Dans le cas où le patient est immédiatement pris en charge, juste après avoir absorbé une substance très toxique (dans les minutes qui suivent l'absorption de la substance très toxique), le médecin pourra sinon lui faire alors une injection d'apomorphine.

### Accélération du transit intestinal
L'accélération du transit intestinal peut être obtenue par l'ingestion de sorbitol ou par irrigation intestinale continue à l'aide d'une solution de polyéthylène glycol. Le sorbitol permet de prévenir la constipation causée par le charbon activé, s'il a été administré à des doses répétées. 
Sinon, le recours au polyéthylène glycol est en général exceptionnel, seulement dans le cas d'intoxications vues tardivement ou massives, par produits très toxiques non absorbables par le charbon activé.

## Contre-indications à l'épuration digestive
L'épuration digestive est contre-indiquée :
- en cas d'intoxications graves par substances caustiques, par hydrocarbures, par produits moussants ;
- quand le patient n'est ni conscient, ni intubé ;
- quand le patient risque d'inhaler des substances (antidote, charbon activé …), données par le médecin (à la suite, par exemple, de convulsions) ;
- en cas de problèmes de débit, pression, vitesse du sang (sauf pour le cas du charbon activé) ;
- en cas de problème d'écoulement ou d'occlusion intestinale (Iléus paralytique, sauf pour le cas du lavage gastrique).